# Jean-Baptiste Leroux
Pour les articles homonymes, voir Leroux.
Jean-Baptiste Leroux est un architecte français né vers 1677 et mort le 13 juillet 1746 à Paris.

## Biographie
Il est le fils de Sébastien Leroux, tireur d'or, et de Jeanne Bolleret originaire d'une famille d'agriculteurs en Champagne (Germay, Haute-Marne). Malgré ses origines modestes, il entre à l'École d'architecture royale, au sein de l'Académie créée en 1671 par Louis XIV, où il est présenté comme élève de François d'Orbay qui avait précédemment dirigé les travaux du Château de Versailles. Il suit alors les cours du mathématicien et physicien Philippe De La Hire et le 20 février 1702, il présente un dessin pour concourir au Grand-Prix de l'Académie, concernant  le plan d'une église, sujet proposé par le Surintendant des bâtiments de France. Il est primé a égalité avec l'architecte Jacquet et reçoit par tirage au sort, le second prix.
Il prend ensuite la tête d'un des plus importants cabinets d'architecture de Paris, spécialisé dans les hôtels particuliers et « maisons de plaisance » pour une riche clientèle aristocratique ou de haute bourgeoisie. Il travaillait le plus souvent avec le célèbre ornementiste Nicolas Pineau. Mettant en application les enseignements de De la Hire, il participe à la construction des systèmes hydrauliques de la fontaine place Bellecour à Lyon. 
Reconnu comme un excellent dessinateur, il obtient en 1720 un brevet royal et est présenté par le Duc D'Antin pour être admis membre de seconde classe à l'Académie royale d'architecture, puis probablement par sa notoriété acquise avec le projet de décoration de la galerie de l'hôtel de Villars à Paris, il devient membre de première classe en 1730. Il enseigne provisoirement le cours d'Architecture de l'école en remplacement du professeur en titre. En 1745, quelques mois avant sa mort, il avait pris pour élève François Dominique Barreau, qui sera ensuite dirigé par l'architecte et académicien Germain Boffrand. 
N'ayant ni veuve ni enfant, Jean-Baptiste Leroux louait, à sa mort, l'appartement d'une maison rue Neuve-des-petits-champs dont les fenêtres donnaient sur le jardin du Palais Royal. Son petit-cousin Florentin Bolleret travaillait avec lui comme maitre-maçon en 1746. Ce dernier aura un fils Matthieu-Florentin Bolleret (mort en 1829) qui deviendra également architecte à Paris et décèdera 87 rue Vieille du Temple.
Jacques-François Blondel, qui sera plus tard reçu architecte de l'Académie en 1761 et qui avait gravé les planches dessinées pour l'hôtel Villars, fera grand éloge de Jean-Baptiste Le Roux, en lui reconnaissant un talent remarquable pour la décoration intérieure des appartements.  Il laisse derrière lui des traités portant sur l'architecture et surtout la décoration. 

## Principales œuvres

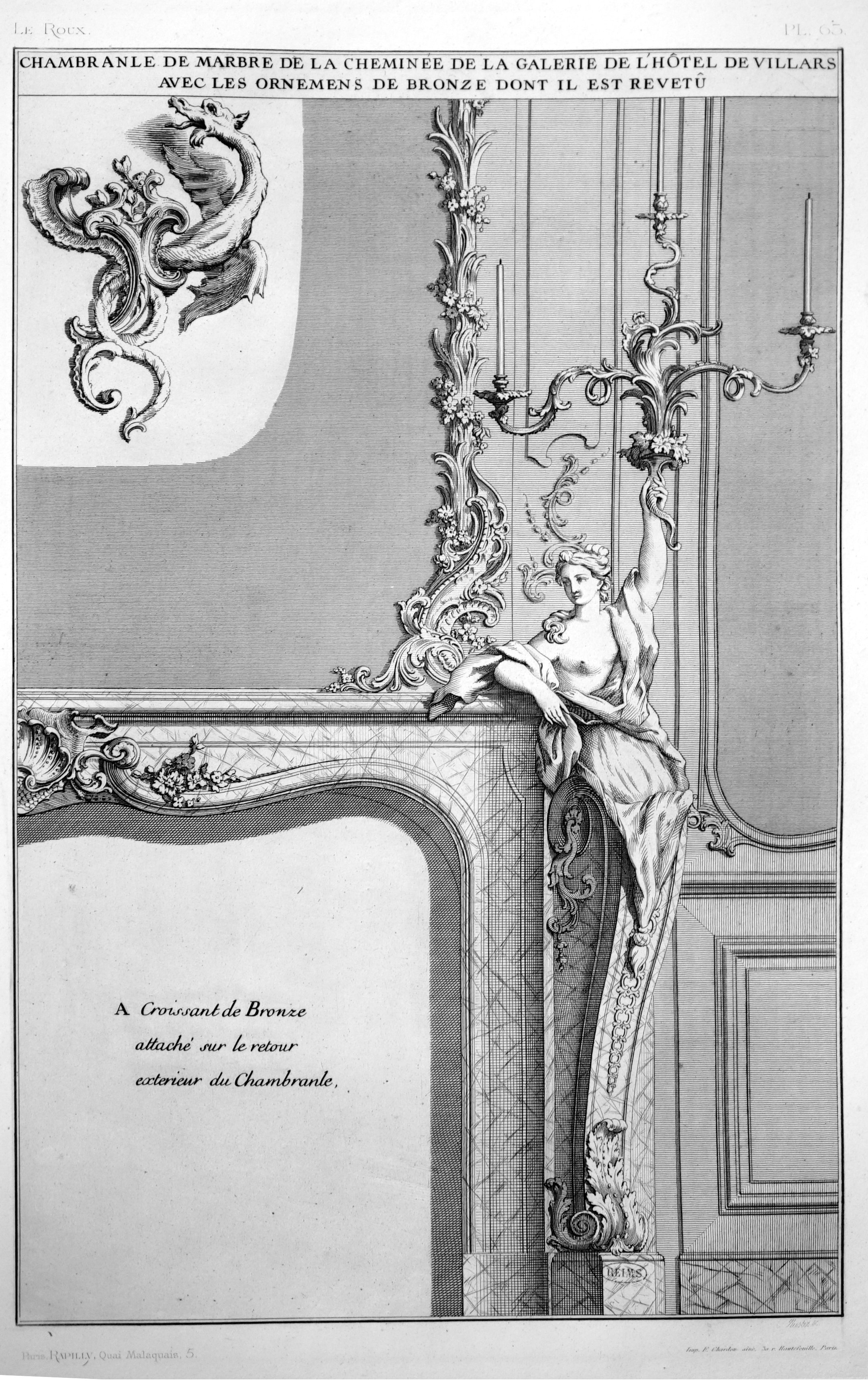
Cheminée de Leroux gravée par Rudolf Pfnor.

- Maison Fradet, rue Sainte-Anne, 1714.
- Maisons d'Anne Pinon, rue Saint-Antoine et rue Culture-Sainte-Catherine.
- Hôtel d'Avaray, 85 rue de Grenelle, 1720.
- Hôtel Bourgeois de Boynes (dit aussi de Mondragon), 3 rue d'Antin, 1725-1729.
- Hôtel de (Pierre-François) Serré de Rieux, Ancienne place Saint-Michel (détruit), 1729-1730[8].
- Galerie de l'hôtel de Villars, 116 rue de Grenelle, 1730-1732 (détruit) : Selon A. de Champeaux : « Le Roux avait été chargé de disposer une galerie longue de soixante-douze pieds et haute de vingt-quatre s'étendant sur le jardin. C'était son travail le plus important et la galerie passait pour être la plus belle de Paris ».
- Agrandissement de l'hôtel de Roquelaure, 246 boulevard Saint-Germain, 1733 et année suivantes.
- Travaux au château d'Ozonville (à Athis-Mons) pour le maréchal de Roquelaure, 1736.
- Transformation de l'hôtel d'Étampes, 61 rue de Varenne, 1736.
- Hôtel de Rohan-Chabot, 63 rue de Varenne, v. 1736 (détruit).
- Agrandissement de l'hôtel de Villeroy, 78 rue de Varenne.
- Hôtel de Chantereine, rue Sainte-Anne, 1743.
- Travaux à l'hôtel de La Mosson, rue Saint-Dominique.
- Travaux à l'hôtel de Varengeville, rue Saint-Dominique (aujourd'hui 217 boulevard Saint-Germain).
- Hôtel de Montbazon, rue de l'Université (détruit).
- Hôtel du marquis de Gamaches, 5 rue de l'Université.
- Transformation de l'hôtel de La Tour-Maubourg, 59 rue de Varenne (détruit).
- Décoration de l'hôtel de Maisons, 51 rue de Varenne (détruit).
- Décoration de l'hôtel de Brissac, 116 rue de Grenelle.